# Charles François Xavier d'Autemarre d'Erville
Charles François Xavier d'Autemarre d'Erville (Cheppy, 17 dicembre 1805 – Parigi, 18 febbraio 1891) è stato un militare francese.

## Biografia
Membro dell'accademia militare di Saint-Cyr, venne inquadrato nel 51º reggimento di fanteria di linea, prendendo parte in seguito alla guerriglia in Algeria sotto il comando del generale Camille Alphonse Trézel, col quale partecipòalla presa di Bougie nel 1833. Nominato capitano dopo la vittoria, passò nel corpo degli zuavi e venne promosso al grado di capo di battaglione. Nell'aprile del 1845 venne agganciato al 2º reggimento di fanteria straniera col grado di tenente colonnello.
Promosso al grado di colonnello, passò al comando del 3º reggimento di fanteria di linea e prese parte alla spedizione in Italia per liberare Roma dai rivoluzionari della Repubblica Romana.
Il 3 gennaio 1852 venne nominato generale di brigata, per poi ottenere il comando di una divisione col corrispettivo grado nel corso della Guerra di Crimea. Nel 1859 prese parte ad una seconda campagna militare francese in Italia per la Seconda guerra d'indipendenza italiana, ove partecipò alla Battaglia di Magenta, a seguito della vittoria della quale venne nominato ispettore generale.
Nel 1870 venne nominato comandante superiore delle guardie nazionali della Senna e dal 20 luglio di quello stesso anno divenne senatore, ma si dimise il 20 agosto di quello stesso anno per entrare a far parte del comitato di difesa per la costruzione delle fortificazioni di Parigi, assediata nel corso della Guerra franco-prussiana di quell'anno che portò tra l'altro al crollo del secondo impero francese. Dopo la caduta di Napoleone III si ritirò a vita privata.
Il 20 dicembre 1858 sposò Claire Josèphe Stéphanie de Barral (28 settembre 1825 - ottobre 1908).